# Les Herbes folles
Les Herbes folles je francouzsko-italský hraný film z roku 2008, který režíroval Alain Resnais podle románu L'Incident Christiana Gaillyho. Snímek měl světovou premiéru na filmovém festivalu v Cannes dne 20. května 2009.

## Děj
Marguerite Muir někdo ukradne kabelku, když odchází z obchodu v Palais-Royal. Zloděj vyhodí obsah na parkovišti u nákupního centra v L'Haÿ-les-Roses, kde ho u svého auta najde Georges Palet. Georges začne obtěžovat dopisy a telefonáty Marguerite, která ho odmítá.

## Obsazení
| André Dussollier    | Georges Palet                          |
| Sabine Azéma        | Marguerite Muir                        |
| Anne Consigny       | Suzanne, Georgesova žena               |
| Emmanuelle Devosová | Josépha, kolegyně Marguerite           |
| Mathieu Amalric     | Bernard, policista                     |
| Michel Vuillermoz   | Lucien, policista                      |
| Édouard Baer        | vypravěč                               |
| Annie Cordy         | žena v domě                            |
| Sara Forestierová   | Élodie, dcera Georgese a Suzanne       |
| Nicolas Duvauchelle | Jean-Mi, boxer                         |
| Vladimir Consigny   | Marcelin Palet, syn Georgese a Suzanne |
| Dominique Rozan     | Sikorsky                               |
| Jean-Noël Brouté    | Mickey                                 |
| Rosine Cadoret      | pokladní v kině                        |
| Patrick Mimoun      | Jean-Baptiste Larmeur                  |
| Candice Charles     | Élodie Larmeur                         |

## Ocenění
- Filmový festival v Cannes: Alain Resnais obdržel mimořádnou cenu poroty za svou kariéru i za tento film
- César: nominace na nejlepší film